# Gemma Fox
Gemma Anne Fox ist eine britische Hip-Hop-Musikerin aus Camden (London). Bekannt wurde sie vor allem durch ihr Album Messy aus dem Jahr 2004. Sie gilt als Pionierin des Grime.

## Biografie
Gemma Fox begann zur Jahrtausendwende als MC und Mitglied der Grime-Crew Aftershock, bevor sie 2001 als Sängerin entdeckt wurde und ihre erste Single So Messy aufnahm. Im Jahr darauf unterschrieb sie bei Polydor und machte weitere Aufnahmen. Ihre Bekanntheit stieg und für 2004 wurde die Veröffentlichung ihres Debütalbums geplant. Anfang des Jahres wurde sie in die Top 10 der Sound-of-2004-Liste der BBC aufgenommen und der kommerzielle Durchbruch prognostiziert. Mit der Single Girlfriend’s Story zusammen mit MC Lyte schaffte sie als erste weibliche Grime-Musikerin im Mai den Einstieg in die Top 40 der britischen Charts, blieb damit aber trotzdem unter den Erwartungen. Das Album Messy verpasste trotz guter Kritiken anschließend eine Chartplatzierung. Im Herbst wurde sie für einen MOBO Award in der Newcomer-Kategorie nominiert. Unstimmigkeiten mit dem Label führten aber noch im selben Jahr zum Vertragsende.
Gemma Fox blieb danach in der Szene aktiv und erfolgreich. Sie absolvierte international große Auftritte, gründete ihr eigenes Label Fox Ents und hatte mit Might Be 2006 einen Clubhit. Ein weiteres Album gab es jedoch nicht. Zum Ende des Jahrzehnts zog sie sich aus der Musik zurück und arbeitete in sozialen Projekten. 2018 erschien eine Kompilation mit bis dahin unveröffentlichten Songs und 2020 nahm sie die Single Luv auf.

## Diskografie

### Studioalben
- 2004: Messy

### Singles
- 2004: Girlfriend’s Story (feat. MC Lyte)
- 2004: Gone
- 2006: L’Oreal (feat. Flirta D)
- 2006: Might Be (mit Dexplicit)